# 70 Piscium
70 Piscium är en gul stjärna som ligger i Fiskarnas stjärnbild.
70 Piscium har visuell magnitud +7,54 och kräver därför fältkikare för att kunna observeras. Stjärnan befinner sig på ett avstånd av ungefär 635 ljusår.